# Omnipotens et misericors Deus
Omnipotens et misericors Deus ist das Incipit der Oration zum 2. Adventsonntag im römischen Ritus.

## Text
Omnipotens et misericors Deus, in tui occursum Filii festinantes nulla opera terreni actus impediant, sed sapientiae caelestis eruditio nos faciat eius esse consortes.
Übersetzung im Deutschen Messbuch:
Allmächtiger und barmherziger Gott, deine Weisheit allein zeigt uns den rechten Weg. Lass nicht zu, dass irdische Aufgaben und Sorgen uns hindern, deinem Sohn entgegenzugehen. Führe uns durch dein Wort und deine Gnade zur Gemeinschaft mit ihm.
Übersetzung nach Alex Stock:
Allmächtiger und barmherziger Gott, irdisches Treiben hindre uns nicht, deinem Sohn, der kommt, entgegenzugehn. Weisheit vom Himmel lehre uns, mit ihm zusammen zu sein.

## Textinterpretation nach Alex Stock
Die Dynamik des lateinischen Textes treiben jeweils die Pole einer „himmlischen“ und „irdischen“ Sphäre. Beide sind durch wechselseitige Bewegung -- Herabkommen und Entgegeneilen -- miteinander verbunden. Ausgangspunkt die Beschreibung des Advents als occursus, als Kommen des Gottessohns vom Himmel herab. Diese Bewegung erzeugt Gegenbewegung: das erbetene Entgegeneilen der Gläubigen. Das Entgegengehen hat sein Ziel in der himmlischen Sphäre, dem esse consortes; es hat sein Hindernis (impediant) in der irdischen Sphäre, den multa opera terreni actus. Das Hindernis der irdischen Sphäre ist nicht unüberwindlich. Das irdische Sich-Treiben-lassen kann durch die eruditio sapientiae caelestis überwunden werden. Das Gebet erbittet diese sapientia als himmlische Gabe.
Die Gabe der Weisheit spielt während des gesamten Advents eine zentrale Rolle. Dies spiegelt sich in der Liturgie verschiedentlich wider. In unmittelbarer Nähe taucht sie bereits im Schlussgebet des 2. Adventssonntags wieder auf. Dort heißt es terrena sapienter perpendere, et caelestibus inhaerere. In der alttestamentlichen Lesung des Lesejahrs A (Jes 11,1–10) erscheint sie als Geistesgabe des kommenden Messias. Die Bitte um die Gabe der Weisheit findet ein weiteres liturgisches Pendant im Stundengebet der Kirche. In den O-Antiphonen in den Tagen unmittelbar vor Weihnachten tritt sie als alttestamentliches Zitat Spr 8,12–26  in ihrer bekanntesten Form vor uns. Auch in unmittelbarer Umfeld dieser alttestamentlichen Schriftstelle erscheint das Bewegungsmotiv in Form des homo viator erneut. Neutestamentlich finden wir es im Gleichnis von den klugen und törichten Jungfrauen.
Diese Weisheit umfasst im Rückgriff auf die alttestamentliche Weisheitsliteratur mehr als bloßes Wissen um die irdischen Dinge: Sie ihrem Wesen nach kosmisch und „[umfasst] das All in seiner ganzen Spannweite von Raum und Zeit“. Sie soll dem Weg der Menschen Richtung geben durch Verständnis der Ordnung der Welt.
Die Übersetzung im Deutschen Messbuch hat dieses Spannungsverhältnis von irdischem Treiben und himmlischer Weisheit entschärft. Aus der himmlischen Weisheit ist ein unverortetes „Deine Weisheit“ geworden. Die terreni actus, also das aktive irdische Treiben, werden durch die Übersetzung mit „irdische Aufgaben und Sorgen“ auf ein bloßes passives Getriebensein reduziert.